# Kikki Danielsson
Kikki Danielsson   (Visseltofta, 10 de maig de 1952) és una cantant de música country i dansband sueca que en 1985 va representar el seu país en el Festival d'Eurovisió, després de vèncer en el Melodifestivalen amb la cançó "Bra vibrationer".
Danielsson també és acordionista i fins a cert punt també una compositora de cançons, i s'ha fet famosa per fer iòdel en certes cançons, com ara "Cowboy Yodel Song", "Rock'n Yodel" i "En tokig sång". Kikki Danielsson va tenir la seva major popularitat als països nòrdics des de finals de la dècada de 1970 fins a finals de la dècada de 1990. El 1986 va tenir el programa de televisió Kikki a Nashville.
En total, ha participat deu vegades al Melodifestivalen suec i una vegada al Gran Premi Norsk Melodi de Noruega. Ha participat dues vegades al Festival de la Cançó d'Eurovisió: l'any 1982 (com a membre del grup country i pop Chips) amb l'a cançó "Day after Day", que va acabar en vuitè lloc, i l'any 1985 (en solitari) amb la cançó "Bra vibrationer", que va acabar en tercer lloc.

## Biografia
Primers anys
Kikki Danielsson va néixer a Visseltofta, prop d'Osby, però va ser adoptada a una granja a Småland als quatre o cinc anys. Allà es va convertir en l'única filla de la família, mentre que la seva germana petita va ser adoptada a un altre lloc. Va créixer a Delary, als afores d'Älmhult, amb els propietaris Ture Danielsson i Abela Danielsson. Quan tenia cinc anys, Kikki Danielsson va fer la seva primera actuació en directe l'any 1957, quan va cantar la nadala "När Jesusbarnet lay en gån" durant la celebració de Lucia de l'escola dominical local a la seva església natal a Småland. De petita, va cantar al cor de l'església local.
Dècada de 1960 a 1980
El 1967, va participar en un concurs de talent, i després va interpretar un vals d'acordió a la Ràdio-TV de Suècia.
Quan tenia 17 anys, Kikki va debutar el 1969 com a cantant de l'orquestra de ball Nickies. El 1973 es va traslladar a una altra orquestra de ball, Wizex, que el 1974 va debutar amb "Skratta & le". Amb "Wizex" i "Lasse Holm", va participar al Melodifestivalen suec el 1978, i la cançó es va anomenar "Miss Decibel", acabant en segon lloc. Durant els anys 1979-1982, diversos dels enregistraments de Wizex, on va participar en els esforços vocals, es van publicar sota el seu propi nom en singles. Va deixar Wizex el 1982, però com a membre del grup country i pop Chips, va entrar al Melodifestivalen el 1980 amb la cançó "Mycke' mycke' mer", quart classificat, el 1981 amb el segon classificat "God morgon" i el 1982 amb el victoriós "Dag rere dag"; també va acabar vuitena al Festival de la Cançó d'Eurovisió, abans que Chips es dissolgués el 1983.
Des de 1979, Kikki Danielsson ha llançat produccions en solitari; el primer àlbum en solitari es va anomenar "Rock'n Yodel" i va ser llançat el mateix any. Ha publicat onze discos en solitari i dos discos amb el grup Chips. Dels àlbums de bandes de dansa, n'ha publicat nou amb Wizex i set amb Roosarna (1996-2000 l'orquestra de Kikki Danielsson).
Al Melodifestivalen suec el 1983, va fer el seu debut en solitari amb la cançó "Why is love red?" que va acabar en segona posició. Una de les seves cançons més famoses, "Bra vibrations", va guanyar el Melodifestivalen suec el 1985 i va quedar tercera al Festival de la Cançó d'Eurovisió el mateix any a Göteborg.
També li agrada cantar country i ha aparegut a programes de ràdio i televisió als EUA durant la dècada de 1980. El 1984, va anar a Nashville i va gravar l'àlbum country "Midnight Sunshine", i va ser nomenada ciutadana d'honor de la ciutat.
Kikki Danielsson ha estat una artista popular a Svensktoppen amb, entre altres coses, les cançons del festival de melodies, però també amb altres cançons, per exemple "Papaya Coconut", que va ser popular originalment el 1987. Amb la banda de dansa Wizex, "Sågen skall klinga " es va convertir en la Svensktopenmelodi de l'any el 1980, i amb el grup, el mateix li va passar a Chips amb "Dag after dag" el 1982. El 1989, va estar a l'Svensktoppen durant 17 setmanes amb la cançó "Lätta dina vingar". A finals de 1987, va publicar l'àlbum de Nadal "Min barndoms jular".
Dècades de 1990 i 2000
Amb Roosarna, va tenir diversos èxits a Svensktopen durant la dècada de 1990.
Juntament amb Lotta Engberg i Elisabeth Andreassen (Kikki, Bettan & Lotta), va participar al Melodifestivalen 2002 amb el tercer classificat "Vem e' de' du vill ha" i les tres van tenir el seu propi espectacle de pub durant la segona meitat del 2002. També van participar al "Norsk Melodi Grand Prix 2003" amb el quart lloc "Din hånd i min hånd". Kikki Danielsson va participar al Melodifestivalen 2006 amb la cançó "I dag & i morgon", escrita per Thomas G:son i Calle Kindbom, que va arribar a la final del Avicii Arena on va acabar en darrer lloc.
Kikki Danielsson també ha cantat a Stockholm Pride 2001. Al juliol de 2004, va participar al Melodifestivalen de gira. Del 28 de novembre al 17 de desembre de 2006, va viatjar per Suècia a la gira de Nadal, "Julstämming amb Kikki".
Amb la banda de ball Torgny Melins, va gravar la cançó "Ska du gå din väg", que es trobava a l'àlbum de Torgny Melins "Allting som vi har" l'any 2007. En relació amb Sommarpärlan 2008 de TV4, la banda sonora de la sèrie va incloure una versió de la cançó de Kikki Danielsson "Du är min man".
El 27 de març de 2009, Kikki Danielsson va anunciar a Aftonbladet que, després de diversos concerts cancel·lats el 2008-2009, estava acabant la seva carrera musical. El 29 de juny de 2009 va aparèixer a Lotta på Liseberg de Lotta Engberg, que es va emetre a TV4.

## Trajectòria al Melodifestivalen (solo)
- 1983 amb Vaför är kärleken röd? (2a)
- 1985 amb Bra vibrationer (1a)
- 1992 amb En enda gång (4a)

## Trajectòria en el festival d'Eurovisió (solo)
- 1985 amb Bra vibrationer (3a)[5]

## Discografia
- Rock'n Yodel (1979)
- Just Like a Woman (1981)
- Kikki (1982)
- Varför är kärleken röd? (1983)
- Singles Bar (1983)
- Midnight Sunshine (1984)
- Kikkis 15 bästa låtar (1984)
- Bra vibrationer (1985)
- Papaya Coconut (1986)
- Min barndoms jular (1987)
- Canzone d'Amore (1989)
- På begäran (1990)
- Vägen hem till dej (1991)
- In Country (1992)
- Jag ska aldrig lämna dig (1993)
- På begäran 2 (1994)
- Långt bortom bergen (1997)
- I mitt hjärta (1999)
- 100% Kikki (2001)
- Fri - En samling (2001)
- Nu är det advent (2001)
- I dag & i morgon (2006)
- Kikkis bästa (2008)
- Första dagen på resten av mitt liv (2011)
- Postcard from a Painted Lady (2015)
- Christmas Card from a Painted Lady (2016)
- Portrait of a Painted Lady (2017)